# Amaracarpus kochii
Amaracarpus kochii är en måreväxtart som beskrevs av Theodoric Valeton. Amaracarpus kochii ingår i släktet Amaracarpus och familjen måreväxter. Inga underarter finns listade i Catalogue of Life.